# نعومي سكوت
نعومي جريس سكوت (بالإنجليزية: Naomi Scott) (من مواليد 6 أيّار/مايو 1993)، هي ممثلة ومغنية بريطانية اشتهرت بتجسيدها لدورِ مادي شانون في المسلسل الدرامي الخيالي تيرانوفا كما لعبت دور كيمبرلي في فيلم باور رينجرز الذي صدر عام 2017. زادت شهرةُ سكوت بعدما لعبت دور الأميرة ياسمين في فيلم علاء الدين الذي صدرَ عام 2019. بالعودة إلى تمّوز/يوليو من عام 2018؛ فقد أكّدت سوني بيكتشرز أن سكوت ستلعبُ دور البطولة في الفيلم الجديدِ ملائكة تشارلي لإليزابيث بانكس إلى جانب كريستين ستيوارت وإيلا بالينسكا.

## الحَياة المُبكّرة
وُلدت سكوت في لندن بالمملكة المتحدة. تعودُ والدتها إلى أوغندا من أصل غوجاراتي وقد هاجرت إلى إنجلترا في سنّ مبكرة أما والدها فهوَ كريستوفر من المملكة المتحدة. لدى سكوت شقيقٌ أكبر يُدعى جوشوا.

## المسيرة المهنيّة

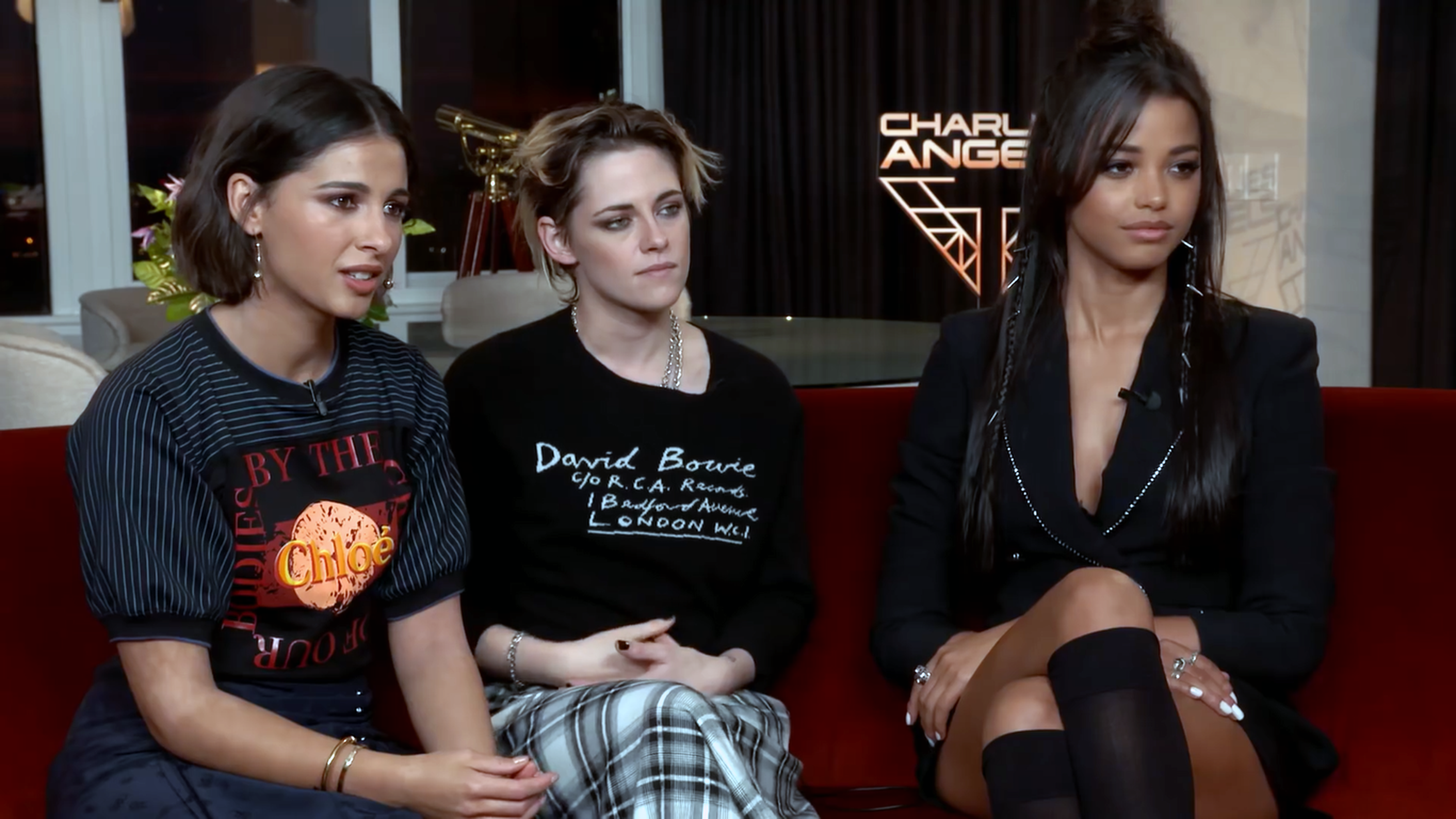
سكوت في مقابلة مع طاقم عمل مسلسل "ملائكة تشارلي" نوفمبر 2019

بدأت سكوت مسيرتها الغنائية مع فرقة بريدج تشيرش للشباب كما شاركت بانتظامٍ في المسرحيات الموسيقية والعروض المسرحية التي كانت تُقام بينَ الفينة والأخرى داخل مدرستها. اكتُشفت موهبتها في المجال الغنائي في وقتٍ لاحقٍ على يدِ مغنية البوب البريطانية كيلي برايان التي اقترحت عليها العمل لصالحِ شركة محليّة ما مكّنها من الاحتكاكِ بكُتاب الأغاني البريطانيين والمنتجين في منطقتها.
دخلت سكوت لمجال التمثيل هو الآخر في وقتٍ مبكر حيثُ شاركت في أوّل دور رئيسي لها في فيلم ليموناد موث الذي عُرض على قناة ديزني. لعبت في نفس العام دور مادي شانون في سلسلة الخيال العلمي تيرا نوفا التي عُرضت لأول مرة في سبتمبر من عام 2011 على قناة فوكس. كان من المتوقع ظهور الممثلة في الموسم الثاني لكنّ السلسلة توقفت عند جزئها الأول ولم يتم تجديدها. بحلول عام 2013؛ ظهرت سكوت في الفيديو الموسيقي لأغنية هوريكان (بالإنجليزية: Hurricane) للمغنيّة بريجيت مندلر.
ظهرت سكوت فيما بعد في فيلم المريخي ثمّ صوّرت في أكتوبر 2015 فيلم باور رينجرز الذي عُرض بعد سنتين وهو فيلم ضمنَ سلسلة المسلسلات التلفزيونية التي تحمل الاسم عينه. صدر الفيلمُ بالتحديدِ في 24 آذار/مارس 2017 وتمكّنت سكوت من خلالهِ في المنافسة على جائزة اختيار المراهقين لأول مرةٍ في مسيرتها. في عام 2019؛ جسّدت سكوت دورَ الأميرة ياسمين في فيلم علاء الدين الذي يُعدّ النسخة الحديثة من فيلمٍ سابق بنفس العنوان كان قد صدرَ عام 1992.

## الحياة الشخصية
في حزيران/يونيو 2014؛ تزوّجت سكوت من لاعب كرة القدم جوردان سبينس المُحترف مع نادي إيبسويتش تاون وذلكَ بعد أربعة أعوامٍ من المواعدة.

## قائمة أعمالها

### أفلام
| السنة | عنوان الفيلم   | الدور                   | ملاحظات                                   |
| ----- | -------------- | ----------------------- | ----------------------------------------- |
| 2015  | الـ 33         | إسكارليت سيبولفيدا      |                                           |
| 2015  | المريخي        | ريوكو                   | حُذفت بعض المشاهد التي ظهرت فيها من الفيلم |
| 2017  | باور رينجرز'   | كيمبرلي هارت/بينك رينجر |                                           |
| 2019  | علاء الدين     | الأميرة ياسمين          |                                           |
| 2019  | ملائكة تشارلي' | إيلينا هوكلين           |                                           |
| 2024  | سمايل 2        | سكاي                    |                                           |

### مسلسلات
| السنة     | عنوان المسلسل | الدور           | ملاحظات                    |
| --------- | ------------- | --------------- | -------------------------- |
| 2008-2009 | لدغات الحياة  | ميغان           | دور أساسي                  |
| 2011      | ليموناد ماوث  | موهيني بانجاري  | دور أساسي                  |
| 2011      | تيرا نوفا     | مادي شانون      | دور أساسي                  |
| 2013      | بأيّ وسيلة     | فانيسا فيلاسكيز | ظهرت في الحلقة الثالثة فقط |
| 2015-2016 | رافعة الحجارة | ساهرة ديساي     | بدأَ ظهورها في الموسم 9     |

### مسرحيات طويلة
| عنوان المسرحيّة | تفاصيل                                                  |
| -------------- | ------------------------------------------------------- |
| قسم غير مرئي   | - تاريخ الإصدار: 25 آب/أغسطس 2014 - التنسيق: تحميل رقمي |
| الوعود         | - تاريخ الإصدار: 5 آب/أغسطس 2016 - التنسيق: تحميل رقمي  |

## جوائز وترشيحات
| السنة | العمل       | الجائزة                | الفئة                        | النتيجة | المرجع |
| ----- | ----------- | ---------------------- | ---------------------------- | ------- | ------ |
| 2017  | باور رينجرز | جوائز اختيار المراهقين | أفضل ممثلة في فيلم خيالٍ علمي | رُشِّح     | [ 20 ] |

## وصلات خارجية
- نعومي سكوت على موقع IMDb (الإنجليزية)
- نعومي سكوت على موقع روتن توميتوز (الإنجليزية)
- نعومي سكوت على موقع ألو سيني (الفرنسية)
- نعومي سكوت على موقع ميوزك برينز (الإنجليزية)
- نعومي سكوت على موقع أول موفي (الإنجليزية)
- نعومي سكوت على موقع ديسكوغز (الإنجليزية)
- نعومي سكوت على موقع قاعدة بيانات الفيلم (الإنجليزية)
- نعومي سكوت على موقع كينوبويسك (الروسية)